# Episodi di Tesoro, mi si sono ristretti i ragazzi (terza stagione)
La terza e ultima stagione della serie televisiva Tesoro, mi si sono ristretti i ragazzi, composta da 22 episodi, viene trasmessa negli Stati Uniti dall'emittente Syndication dal 1999 al 2000. In Italia la stagione è stata trasmessa su Rai 2 nel 2000.
| nº | Titolo originale                                  | Titolo italiano | Prima TV USA | Prima TV Italia |
| -- | ------------------------------------------------- | --------------- | ------------ | --------------- |
| 1  | Honey, Name That Tune                             |                 | 1999         | 2000            |
| 2  | Honey, It's a Billion Dollar Brain                |                 | 1999         | 2000            |
| 3  | Honey, It Takes Two to Mambo                      |                 | 1999         | 2000            |
| 4  | Honey, We're on TV!                               |                 | 1999         | 2000            |
| 5  | Honey, It's Gloom and Doom                        |                 | 1999         | 2000            |
| 6  | Honey, I'm Kung Fu Fighting                       |                 | 1999         | 2000            |
| 7  | Honey, I'm Not Up to Par                          |                 | 1999         | 2000            |
| 8  | Honey, It's One Small Step for Mankind            |                 | 1999         | 2000            |
| 9  | Honey, You're Driving Me Like Crazy               |                 | 1999         | 2000            |
| 10 | Honey, the Play's the Thingie                     |                 | 1999         | 2000            |
| 11 | Honey, He Ain't Rude, He's My Brother             |                 | 2000         | 2000            |
| 12 | Honey, You Won't Believe What Happens Next!       |                 | 2000         | 2000            |
| 13 | Honey, Situation Normal, All Szalinski'd Up       |                 | 2000         | 2000            |
| 14 | Honey, It's the Fixer-Uppers                      |                 | 2000         | 2000            |
| 15 | Honey, I'm on the Lam                             |                 | 2000         | 2000            |
| 16 | Honey, I'm the Wrong Arm of the Law               |                 | 2000         | 2000            |
| 17 | Honey, It's an Interplanetary, Extraordinary Life |                 | 2000         | 2000            |
| 18 | Honey, I'm Spooked                                |                 | 2000         | 2000            |
| 19 | Honey, Like Father, Like Son                      |                 | 2000         | 2000            |
| 20 | Honey, Growing Up Is Hard to Do                   |                 | 2000         | 2000            |
| 21 | Honey, I Shrink, Therefore I Am                   |                 | 2000         | 2000            |
| 22 | Honey, Whodunit?                                  |                 | 2000         | 2000            |